# Liqueur

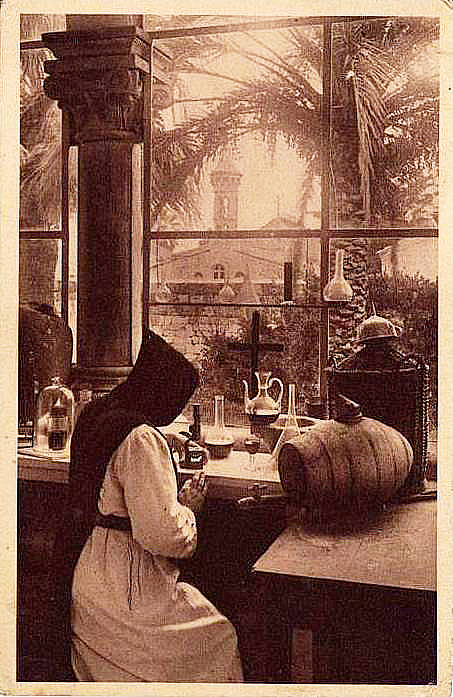
Cistercien dans la distillerie de l'abbaye de Lérins, dosant la Lérina

Une liqueur est une boisson spiritueuse produite par aromatisation d'une base alcoolique à l'aide de fruits, de plantes, d’œufs ou de produits laitiers par différents procédés dont la macération ou l'infusion et par addition de sucre. Les liqueurs ayant un taux de sucre élevé sont appelées « crèmes ».
Elles entrent dans la composition de nombreux cocktails et se consomment aussi habituellement comme digestifs à la fin des repas.
Au Canada francophone, une liqueur désigne généralement une boisson gazeuse non alcoolisée. Les lois canadiennes de tempérance adoptées au XIXe siècle conservaient jusque-là le sens traditionnel du mot liqueur. La loi québécoise actuelle utilise plutôt l'expression générique « boisson alcoolique ».
Les savoir-faire des liqueurs en France sont classés à l'inventaire national du patrimoine culturel immatériel depuis 2024.

## Définitions commerciales

### Union européenne
Conformément au règlement (UE) 2019/787 du Parlement européen et du Conseil du 17 avril 2019, il existe 44 catégories commerciales de boissons spiritueuses.

#### Liqueur
La liqueur est une boisson spiritueuse produite à partir d'alcool éthylique d'origine agricole, d'un distillat d'origine agricole, d'une ou plusieurs boissons spiritueuses ou d'une combinaison de ces produits, édulcorés et additionnés d'un ou plusieurs arômes, produits d'origine agricole ou denrées alimentaires.
Elle a une teneur minimale en produits édulcorants (exprimée en sucre inverti) de :
- 70 grammes par litre pour les liqueurs de cerise ou de griotte dont l'alcool éthylique est constitué exclusivement par une eau-de-vie de cerise ou de griotte ;
- 80 grammes par litre pour les liqueurs aromatisées exclusivement à la gentiane, avec une plante similaire ou avec de l'absinthe ;
- 100 grammes par litre dans tous les autres cas.

Le titre alcoométrique volumique minimal de la liqueur est de 15 %.
Des substances et préparations aromatisantes peuvent être utilisées dans la production de la liqueur. Toutefois, les liqueurs suivantes ne peuvent être aromatisées qu'avec des aliments aromatisants, des préparations aromatisantes et des substances aromatisantes naturelles :
- ananas
- agrumes
- baie d'argousier
- mûre
- griotte
- cerise
- cassis
- framboise arctique
- mûre des marais
- framboise
- canneberge sauvage
- myrtille
- airelle rouge
- génépi
- gentiane
- menthe
- anis

#### Crème
La « crème de » (complétée par le nom d'un fruit ou d'une autre matière première utilisée) est une liqueur qui a une teneur minimale en produits édulcorants de 250 grammes par litre (exprimée en sucre inverti).
La dénomination légale « crème de cassis » ne peut désigner que les liqueurs produites avec du cassis et dont la teneur en produits édulcorants est de plus de 400 grammes par litre (exprimée en sucre inverti).

## Historique

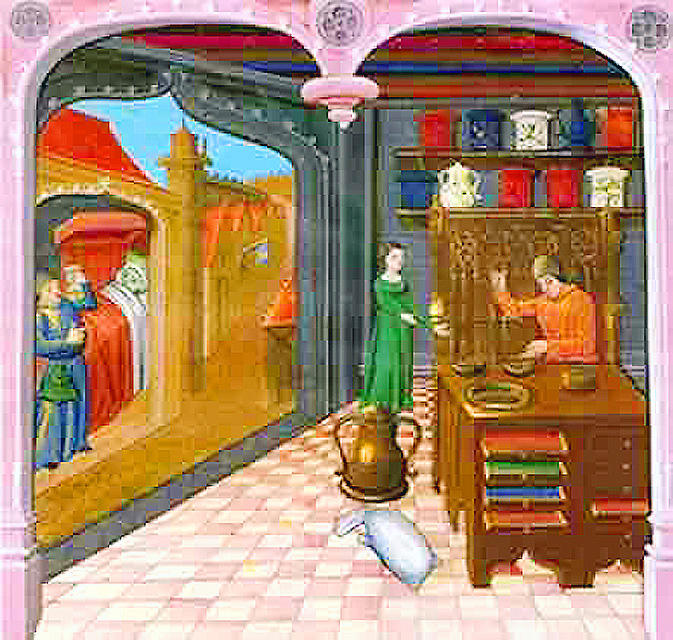
Malade buvant du garhiofilatum tandis que son épouse achète des épices.

On considère que les premières liqueurs datent du Moyen Âge, de la vogue de l'hypocras et du garhiofilatum. Arnaud de Villeneuve, recteur de la Faculté de Médecine de Montpellier, concocta toute une série de vins herbés et médicinaux : vin cordial, à base de bourrache, mélisse et épices, vin aux coings, selon la recette de Dioscoride, vin romariné, dont « les propriétés sont admirables », vin sauvage, à base de chou rouge et d'ortie pour soigner les plaies, vin d'extintion d'or dans lequel une feuille d'or est plongée quarante fois, vin râpeux, dans le moût duquel a été plongé du raifort et qui se prend en apéritif, vin d'euphraise, pour les yeux, vin de campanule, vin de sauge, vin hysopique, vin de fenouil, vin anisé, vin au chiendent, vin dyamon, valant pour la reproduction, vin de chardon et vin de girofle. Il popularisa aussi la distillation de l'alcool grâce à l'alambic, ce qui permit l'élaboration des vraies liqueurs actuelles. Elles sont nées conjointement en France, dans les monastères, et chez les jésuites de Vérone. Leur liqueur fut importée par Catherine de Médicis.

Dès lors, tout un chacun se mit à leur rechercher des vertus curatives et digestives à l'exemple du docteur Brouault, qui, en 1636, mit sur le marché des liqueurs à base de plantes aromatiques macérées dans l'alcool. Ce disciple d'Arnaud de Villeneuve fit des émules, puisque sous Louis XIV, son apothicaire Fagon, rendit populaire à la Cour la Popula et le Rossolis, tandis que le roi de Lorraine[Quoi ?] digérait grâce au Vespretto. Ces liqueurs étaient obtenues par macération dans l'eau-de-vie et de l'eau de camomille sucrée, de plantes et d'épices dont on voulait extraire les principes essentiels comme l'anis, le fenouil, l'aneth, la coriandre et le carvi.

Liqueurs françaises

En 1705, Barthélemy Rocher rejoint son oncle chanoine à la côte Saint-André. Celui-ci l'initie à la distillation et le jeune homme prend le parti d'ajouter des fruits et du sucre dans ces eaux-de-vie. C'est la naissance du Cherry Brandy qui sera référencé à la cour de France par le dauphin sous la marque Cherry Rocher.

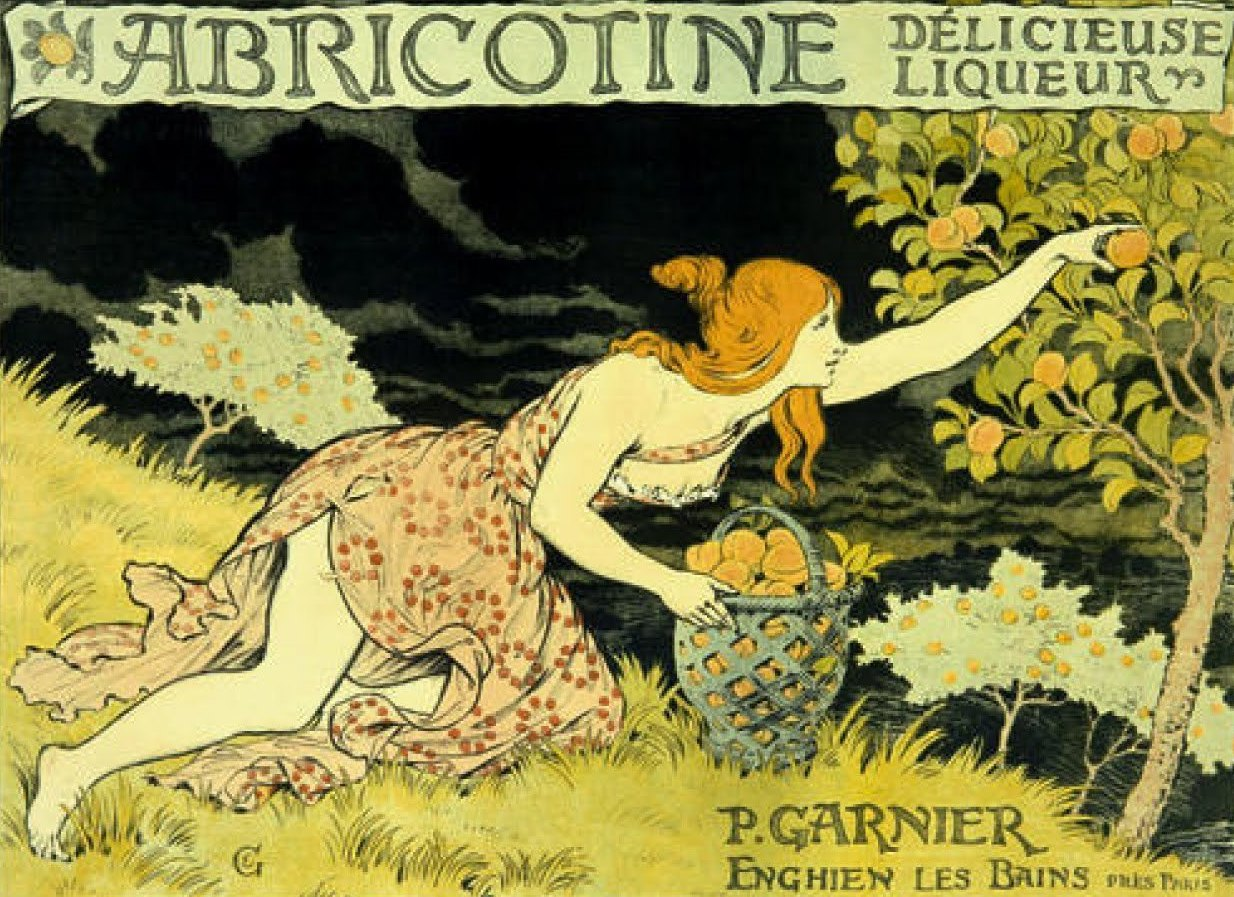
Abricotine

L'année 1775 marque un tournant dans leur élaboration. Tout d'abord leur nombre devient tel que leur fabrication est codifiée par Demachy. Elles se réclament toutes d'une origine monastique comme la Chartreuse ou la Bénédictine. Viennent ensuite, l'Eau de mélisse des Carmes, la Trappistine, la Vieille Cure, et la Sénancole, une liqueur élaborée par les cisterciens de l'abbaye de Sénanque. Ces liqueurs sont considérées soit comme des élixirs de longue vie, soit comme des potions cordiales, excellentes pour tous les cœurs. Ce qui donnera, à terme, le cordial. Des voyages aux îles (la route des Indes), on rapporte des fruits exotiques qui vont permettre de découvrir de nouvelles saveurs. C'est une attraction et le grand succès des liqueurs s'amplifie à partir du moment où elles passent de la « situation subalterne de médicaments d’apothicaire » à celle plus prestigieuse d'alcools de châteaux.
Il existe aujourd'hui quatre grandes variétés de liqueurs : à base de plantes (verveine, tilleul, menthe, violette, jasmin, rose), ce sont les liqueurs monastiques ; à base de fruits, de baies et de noyaux (orange, cerise, banane, fraise, abricot, groseille, cassis, genièvre, airelle), elles sont soit d'origine monastique ou paysanne ; à base de graines (café, cumin, anis, girofle, coriandre) ou à base d'écorces et racines (orange, citron, mandarine, gentiane), ces deux dernières étant d'origine industrielles.

## Élaboration
Différents procédés sont utilisés, comme la macération et l'infusion de fruits ou de plantes ajoutés à de l'alcool neutre ou de l'eau-de-vie (blanche ou non). L'alcool agit comme un solvant et capte le goût, le parfum et la couleur des produits qui y sont mis à macérer.
Certaines liqueurs sont vieillies en fûts (Verveine du Velay) ou en foudres (Chartreuse, Fernet-Branca).

## Exemples
- Absinthe
- Amaretto
- Amaro
- Angélique
- Anisette
- Baileys Irish Cream
- Bénédictine
- Amer (ou bitter)
- Chartreuse
- China[24]
- Curaçao
- Drambuie
- La Gauloise
- Génépi
- Liqueur de genièvre[25]
- Liqueur de gentiane
- Gold Strike
- Guignolet
- Izarra
- Jägermeister
- Liqueur de café (Kahlua, Tia Maria, ...)
- Kummel
- Licor 43
- Crème de menthe (Get 27, Get 31, Menthe-pastille, ...)
- Liqueur de myrte
- Millz Premium
- Noyau de Poissy
- Liqueur de sapin
- Parfait Amour
- Persico
- Liqueur de Poejo
- Rhubarbe Zucca
- Sombai
- Suze
- Thibarine
- Triple sec (Grand Marnier, Cointreau, ...)
- Verveine
- Vespetrò
- Liqueur de cacao
- Veine d'épine noire

### Fruits
- Pisang Ambon
- Crème de cassis
- Cherry
- Citron
- Limoncello
- Manzana
- Marasquin
- Liqueur de mirabelle[26]
- Liqueur de prunelle
- Liqueur de mûre
- Ratafia
- Gold shlager
- Skinos
- Soho
- Dame de pique
- Umeshu
- Passoã
- Malibu

### Herbes
- Altvater
- Becherovka
- Demänovka
- Fernet Stock
- Élixir du révérend Père Gaucher
- Jägermeister
- Karpatská hořká
- Luhačovická bylinná
- Praděd
- Underberg
- L'Elixir de la Dame
- Agwa de Bolivia

## Autres acceptions du terme
Autrefois, le terme de liqueur désignait un élément liquide ayant subi une préparation, sans forcément parler de liqueur spiritueuse, c'est pourquoi aujourd'hui encore, on parle de liqueur notamment lors de dégustation du thé, pour le différencier de la plante de thé.
Au Canada, le terme désigne également les boissons gazeuses sucrées (soda).
En chocolaterie, on appelle une « liqueur » un bonbon dont l'intérieur est composé de liqueur maintenue en forme par la cristallisation du sucre sur le pourtour, puis enrobé de chocolat. Traditionnellement, les liqueurs sont enveloppées d'aluminium.
En chimie, on parle de liqueur de Fehling.